# Lac Le Jeune
Lac Le Jeune ist ein See in British Columbia, Kanada. Er liegt ungefähr 37 Kilometer südlich von Kamloops und 47 Kilometer nördlich von Merritt.
Der See liegt teilweise im Lac Le Jeune Provincial Park, einem 213 Hektar großen Provincial Park, der von BC Parks betrieben wird und 1956 eingerichtet wurde. Der Park ist ein Sommerurlaubsplatz mit 144 Campingplätzen und dem Lac Le Jeune Resort. Außerdem ist der See ein beliebter Angelplatz für Regenbogenforellen. 
Der See hatte im Laufe der Zeit mehrere Namen, einschließlich „Batchelor (Trout) Lake“ (auf den Karten von British Columbia aus dem Jahre 1914), „Chuhwels Lake“ (am 7. Juni 1927 wurde ihm fälschlicherweise dieser Name gegeben) und „Le Jeune Lake“ (geändert auf diesen Namen am 7. Dezember 1927). Der gegenwärtige Name wurde ihm am 5. April 1956 gegeben und erinnert an Pater Jean-Marie-Raphaël Le Jeune, einen französischen katholischen Priester, der lange Zeit seines Lebens in der Region verbracht hat.